# St. Annaschloss
Die Burg St. Annaschloss ist eine Trutzburg in der Schweizer Gemeinde Rorschacherberg im Kanton St. Gallen oberhalb des Bodensees.

## Geschichte

Lithografie von etwa um 1870 aus Blickrichtung Westen auf die Burg

Die Geschichte des St. Annaschlosses führt bis ins 12. Jahrhundert zurück. Damals gehörte die Burg den Edlen von Rorschach im Dienste der Fürstabtei St. Gallen. Wer das Anwesen gebaut hat, ist nicht belegt, angenommen wird, dass die Burg im Auftrag des Klosters St. Gallen erbaut wurde. 1176 sind die Ministerialen urkundlich. 1449 ist die Burg als Burgsitz des Klostervogts belegt, das heisst die Rorschacher, die im 15. Jahrhundert in Geldnöte kamen, veräusserten die Burg an das Kloster.
Für 1509 ist die Stiftung der Burgkapelle St. Anna urkundlich, in der noch Fresken aus der Renaissance erhalten sein sollen. 
Trotz Appenzellerkriegen und folgenden Auseinandersetzungen im St. Gallerkrieg um den Bau des Klosters Mariaberg (Klosterbruch) wurde die Burg nie erobert oder zerstört. Mit der beginnenden Reformation fühlte sich auch der St. Galler Abt Franz von Gaisberg nicht mehr sicher und floh in die Burg ob Rorschach, wo er 1529 verstarb.
Seit 1803 oder 1806 befindet sich das Anwesen in privater Hand. Die Burg ist nicht öffentlich zugänglich.

## Beschreibung
Die Höhenburg in Spornlage ist ein viergeschossiger Wohnbau auf unregelmässigem Grundriss an einen quadratischen Bergfried angelehnt. Am Halsgraben befindet sich ein jüngeres Gebäude mit Pultdach. Zur Talseite befinden sich in der zweiten Etage mehrere als Biforium angelegte Fenster. Die Stösse der Holzbalkendecken und mehrere Längs-Schiesscharten sind sichtbar.